# Vologaeses II.

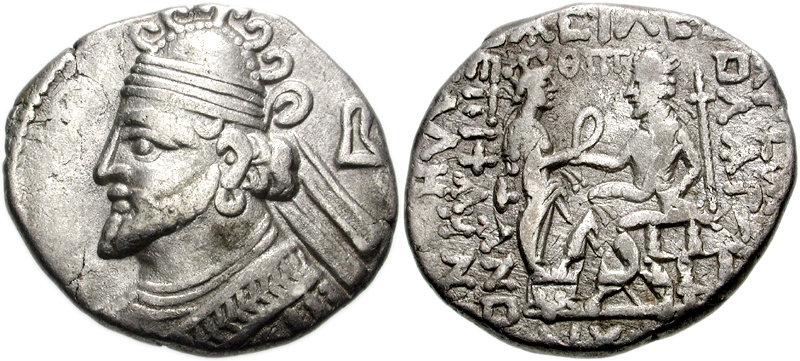
Tetradrachme des Vologaeses II.

Vologaeses II. war ein Usurpator, der im Partherreich (mehrfach?) für kurze Zeit herrschte und sich wohl als Sohn des zwischen 76 und 80 gestorbenen Vologaeses I. ausgab. Bekannt ist er fast ausschließlich von Münzen, die er in Seleukaia am Tigris prägen ließ und die hauptsächlich in die Jahre zwischen 77/78 n. Chr. und 89/90 n. Chr. datieren. Da aber die Zuordnung der Münzen zu den Königen stark umstritten und höchst uneindeutig ist, sind Rekonstruktionsversuche der parthischen Geschichte dieser Jahrzehnte alles andere als sicher. Da aber alle Thronprätendenten in Seleukaia Münzen prägen ließen, scheint zumindest festzustehen, dass diese Stadt mehrfach den Besitzer wechselte. Der legitim regierende Pakoros konnte seinen Neffen Vologaeses II. letztlich anscheinend vernichten.
Wegen dieses Vologaeses ist die Nummerierung der späteren Herrscher gleichen Namens uneindeutig, so wird Vologaeses III. oft als Vologaeses II. bezeichnet und teils auch als Sohn des Usurpators von 77–80 n. Chr. bezeichnet. Teils wird auch angenommen, die beiden seien identisch, wobei dies durch die lange Regierungszeit (77–148 n. Chr.), die der Usurpator dann gehabt hätte, unwahrscheinlich wird.